# Cavité médullaire
Pour les articles homonymes, voir canal.
La cavité médullaire (ou canal médullaire) est une cavité cylindrique de la diaphyse des os longs.

## Description
Les cavités médullaires sont situées dans la diaphyse des os long à l'exception de la clavicule.
Elles sont entourées d'os cortical sur leur périphérie et par de l'os spongieux au niveau de leurs extrémités épiphysaires.
Le tissu osseux est séparé de la cavité par une couche de tissu conjonctif : l'endoste.
La cavité contient de la moelle osseuse jaune, des vaisseaux et des nerfs.

## Embryologie
Au cours de la croissance transversale de la diaphyse des os long par ossification périostique, la partie centrale est le siège d'une résorption osseuse formant la cavité.